# Eduard Kozik
Eduard Serhijovyč Kozik (in ucraino Едуард Сергійович Козік?; Hrudky, 19 aprile 2003) è un calciatore ucraino, difensore del Kolos Kovalivka in prestito dallo Šachtar.

## Carriera

### Club
Cresciuto nel settore giovanile dello Šachtar, ha debuttato in prima squadra il 5 novembre 2022 nell'incontro di prima divisione ucraina vinto 3-0 contro l'Inhulec'. Il 14 febbraio 2024 è stato ceduto in prestito al Karpaty dove ha concluso la stagione giocando in Perša Liha (seconda divisione ucraina).
Il 2 agosto 2024 è passato in prestito per una stagione al Kolos Kovalivka, sempre nella prima divisione ucraina; nella stagione 2024-2025 ha giocato 21 partite di campionato con il club bianconero.

### Nazionale
Ha giocato con le nazionali giovanili ucraine Under-16, Under-17, Under-19 ed Under-21.

## Statistiche

### Presenze e reti nei club
Statistiche aggiornate al 7 giugno 2025.
| Stagione        | Squadra         | Campionato      | Campionato | Campionato | Coppe nazionali | Coppe nazionali | Coppe nazionali | Coppe continentali | Coppe continentali | Coppe continentali | Altre coppe | Altre coppe | Altre coppe | Totale | Totale | Totale |
| Stagione        | Squadra         | Comp            | Pres       | Reti       | Comp            | Pres            | Reti            | Comp               | Pres               | Reti               | Comp        | Pres        | Reti        | Pres   | Reti   |        |
| --------------- | --------------- | --------------- | ---------- | ---------- | --------------- | --------------- | --------------- | ------------------ | ------------------ | ------------------ | ----------- | ----------- | ----------- | ------ | ------ | ------ |
| 2022-2023       | Šachtar         | PL              | 3          | 0          | -               | -               | -               | UCL+UEL            | 0                  | 0                  | -           | -           | -           | 3      | 0      |        |
| 2023-feb. 2024  | Šachtar         | PL              | 5          | 0          | CU              | 0               | 0               | UCL                | 0                  | 0                  | -           | -           | -           | 5      | 0      |        |
| feb.-giu. 2024  | Karpaty         | 1L              | 4          | 0          | CU              | 0               | 0               | -                  | -                  | -                  | -           | -           | -           | 4      | 0      |        |
| 2024-2025       | Kolos Kovalivka | PL              | 21         | 0          | CU              | 0               | 0               | -                  | -                  | -                  | -           | -           | -           | 21     | 0      |        |
| Totale carriera | Totale carriera | Totale carriera | 33         | 0          |                 | 0               | 0               |                    | 0                  | 0                  |             | -           | -           | 33     | 0      |        |

## Palmarès

### Club

#### Competizioni nazionali
- Campionato ucraino: 2

Šachtar: 2022-2023, 2023-2024
- Coppa d'Ucraina: 1

Šachtar: 2023-2024